# Comuna Boroșneu Mare, Covasna
Boroșneu Mare (maghiară Nagyborosnyó) este o comună în județul Covasna, Transilvania, România, formată din satele Boroșneu Mare (reședința), Boroșneu Mic, Dobolii de Sus, Leț, Țufalău și Valea Mică.
La Boroșneu Mare au fost descoperite ruinele unui castru roman (Castrul roman de la Boroșneu Mare) care asigura apărarea drumurilor romane spre trecătoarea Oituz și spre zona Întorsurii Buzăului.

## Demografie
Componența etnică a comunei Boroșneu Mare
     Maghiari (89,96%)
     Romi (4,05%)
     Români (2,45%)
     Alte etnii (0%)
     Necunoscută (3,55%)
Componența confesională a comunei Boroșneu Mare
     Reformați (81,32%)
     Martori ai lui Iehova (6,78%)
     Fără religie (3,11%)
     Ortodocși (2,2%)
     Romano-catolici (1,98%)
     Alte religii (0,78%)
     Necunoscută (3,83%)
Conform recensământului efectuat în 2021, populația comunei Boroșneu Mare se ridică la 3.186 de locuitori, în creștere față de recensământul anterior din 2011, când fuseseră înregistrați 3.097 de locuitori. Majoritatea locuitorilor sunt maghiari (89,96%), cu minorități de romi (4,05%) și români (2,45%), iar pentru 3,55% nu se cunoaște apartenența etnică. Din punct de vedere confesional, majoritatea locuitorilor sunt reformați (81,32%), cu minorități de martori ai lui Iehova (6,78%), fără religie (3,11%), ortodocși (2,2%) și romano-catolici (1,98%), iar pentru 3,83% nu se cunoaște apartenența confesională.

## Politică și administrație
Comuna Boroșneu Mare este administrată de un primar și un consiliu local compus din 13 consilieri. Primarul, Antal Kanyó[*], de la Uniunea Democrată Maghiară din România, este în funcție din 1 noiembrie 2024. Începând cu alegerile locale din 2024, consiliul local are următoarea componență pe partide politice:
|  | Partid                                 | Consilieri | Componența Consiliului | Componența Consiliului | Componența Consiliului | Componența Consiliului | Componența Consiliului | Componența Consiliului | Componența Consiliului | Componența Consiliului | Componența Consiliului |
|  | -------------------------------------- | ---------- | ---------------------- | ---------------------- | ---------------------- | ---------------------- | ---------------------- | ---------------------- | ---------------------- | ---------------------- | ---------------------- |
|  | Uniunea Democrată Maghiară din România | 9          |                        |                        |                        |                        |                        |                        |                        |                        |                        |
|  | Partidul Social Democrat               | 4          |                        |                        |                        |                        |                        |                        |                        |                        |                        |